# Gerrit Jan van Heek (1837-1915)
Gerrit Jan van Heek (Enschede, 9 november 1837 - Enschede, 28 december 1915) was een vooraanstaand textielfabrikant en lid van de textielfamilie Van Heek.

## Biografie
Van Heek werd op 9 november 1837 geboren in Enschede. Hij was zoon van Helmich van Heek en Maria Geertruid ten Cate, was een vooraanstaand textielfabrikant en lid van de textielfamilie Van Heek. Na de lagere school te hebben afgerond ging hij naar het gymnasium te Deventer en daarna naar de Hogere weefschool te Mühlheim. Na twee jaren stage in Groot-Brittannië was hij klaar voor het textielvak.

## Textielindustrie

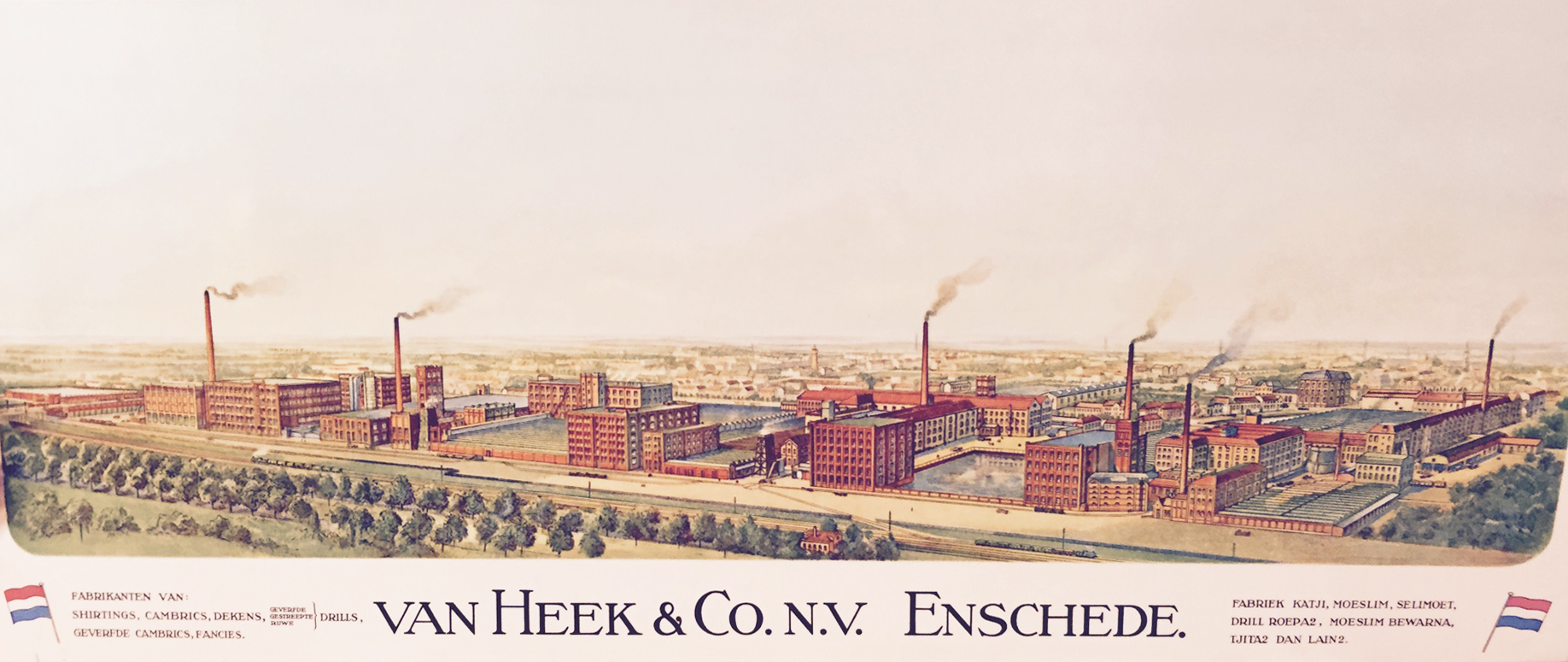
Van Heek&Co

Van Heek richtte op 29 maart 1859 samen met zijn broers Hendrik Jan en Herman Van Heek & Co. op. Van Heek & Co. ontwikkelde zich dermate voorspoedig dat de firma in 1910 de grootste industriële onderneming van Nederland was met 2.369 werknemers. De fabrieken strekten zich uit vanaf de Noorderhagen in het stadscentrum langs de spoorlijn naar Gronau tot voorbij de latere Oliemolensingel. Er stonden onder meer spinnerijen en weverijen.

## Deelnemingen

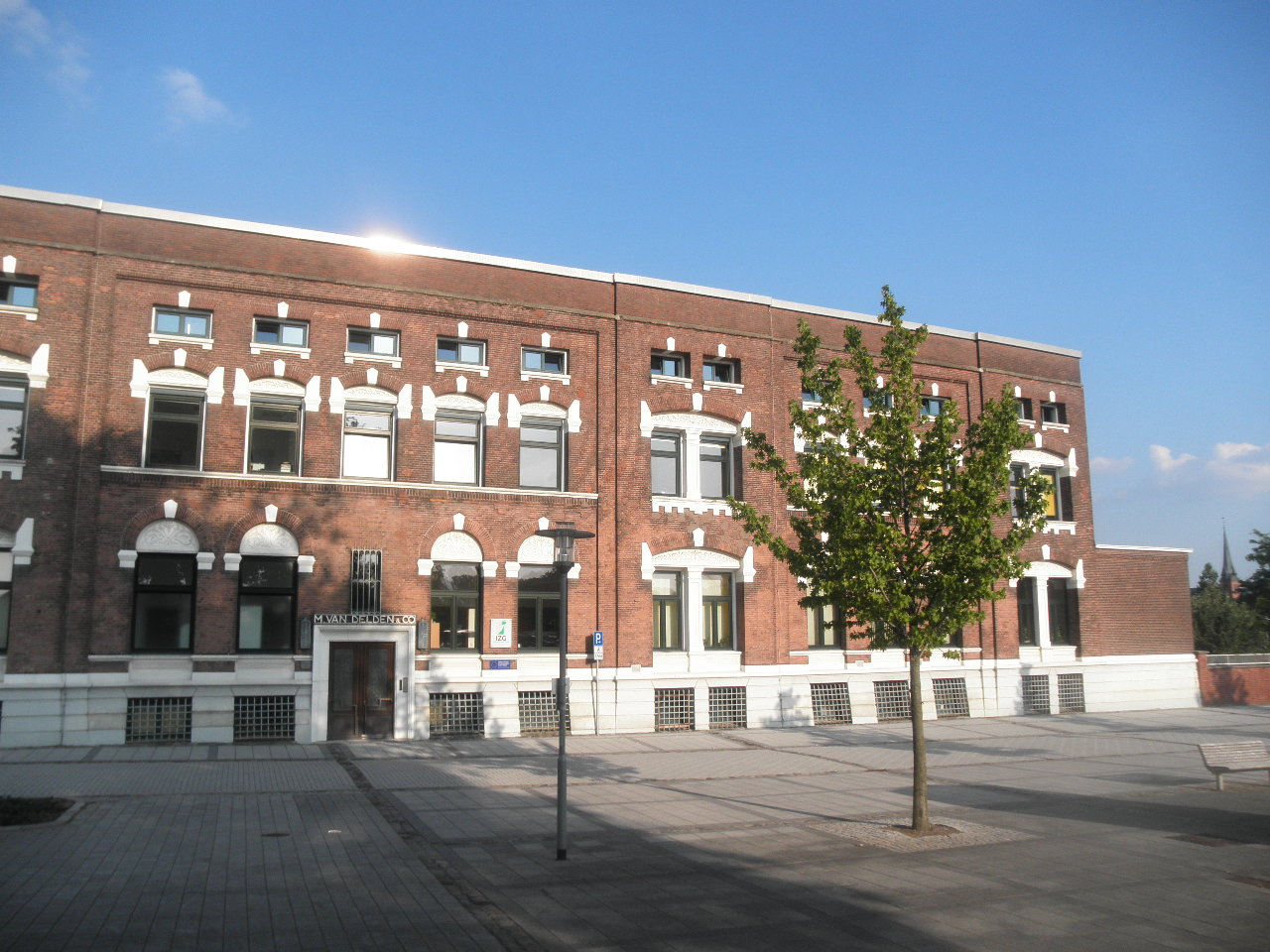
Voorkant van de voormalige textielfabriek M. van Delden in Gronau

Van Heek heeft in veel bedrijven deelgenomen: in 1861 werd hij commanditaire vennoot van de Twentsche Bank, in 1865 werd hij vennoot van textielfabriek M. van Delden in Gronau en in 1875 van textielfabriek Gerrit van Delden & Co., ook in Gronau. Op basis van oude uit 1822 daterende handelscontacten werd na jarenlange voorbereiding in 1873 steun verleend aan de jutespinnerij en weverij Ter Horst & Co uit Rijssen. In 1883 werd hij vennoot van de Westfälische Jute Spinnerei & Weberei van zijn twee schoonzonen Ysac en Jan van Delden in Ahaus.
Zijn zonen waren belangrijk voor de textielindustrie: Hendrik Jan Engelbert en Willem Helmig richtten in 1884 in Boekelo de Boekelosche Stoombleekerij op. In 1897 stichtte hij G.J. van Heek & Zonen met zijn zoon Jan Herman, die vooral bekend zou worden onder de naam Rigtersbleek. Deze firma ging een joint venture aan met de Boekelosche Stoombleekerij. 

### Politiek
Van Heek was lid van de Provinciale Staten van Overijssel van 1869 tot 1895 en lid van de Eerste Kamer van 1895 tot 1903, waar hij zich vooral bezighield met economische aangelegenheden en sociale zekerheid.

## Gezin
Gerrit Jan van Heek trouwde in 1861 met Julia Blijdenstein, dochter van textielfabrikant Jan Bernard Blijdenstein en Julia Stroink en zuster van zijn grote vriend Willem Joan Blijdenstein. Na haar dood in 1867 hertrouwde hij in 1869 met Christine Friederike Meier, dochter van een rechter uit Celle. Het gezin Van Heek groeide op in het Huis met de Hoge Stoep aan de Oude Markt 26 in Enschede, en in de zomer op landgoed Het Stroot in het buitengebied Twekkelo.
Met zijn eerste vrouw kreeg hij drie zonen (en twee dochters):
- Jan Bernard (1863-1923)
- Hendrik Jan Engelbert (1864-1930)
- Willem Helmig (1865-1929)

Met zijn tweede vrouw kreeg hij vier zonen (en vier dochters):
- Ludwig (1871-1931)
- Alida Gerharda Blijdestein-van Heek (1872-1937)
- Bertha Jordaan-van Heek (1876–1960)
- Jan Herman (1873-1957)
- Gerrit Jan jr. (1880-1958)
- Arnold Helmig (1882-1972)

## Honderdste sterfdag

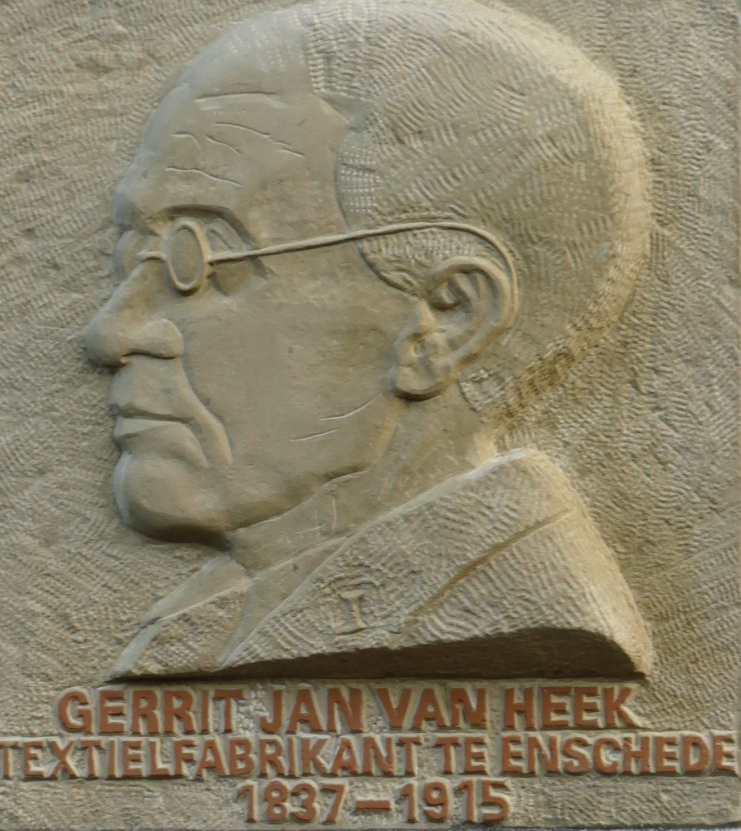
Gedenksteen G.J. van Heek

Ter herdenking van zijn honderdste sterfdag waren er in 2015 in Enschede diverse activiteiten. Zo werd een gedenksteen geplaatst met de beeltenis van Van Heek aan zijn voormalig woonhuis op de Oude Markt.

## Onderscheidingen
- 13 oktober 1887 Ridder in de Orde van de Nederlandse Leeuw. Ook werd hij Officier in de Orde van Oranje-Nassau en Ridder in de 3e klasse van de Pruisische Kronenorde.